# Kim Cheol-woong
Kim Cheol-woong (ur. 1974) – pianista z Korei Północnej. Uciekł ze swojej ojczyzny w obawie przed wolnością jego działalności artystycznej, po tym, jak został ukarany za wykonywanie zachodniego utworu muzycznego.

## Życiorys

### Wczesne lata
Kim Cheol-woong dorastał w bogatej i znaczącej rodzinie; jego ojciec był sekretarzem okręgowym partii, czyli w zasadzie miejscowym rządcą, a jego matka wykładowcą akademickim z tytułem naukowym profesora. Jego babcia była założycielką i do 1992 dyrektorką pierwszego i największego domu towarowego w Pjongjangu. Zdolności muzyczne Kim Cheol-woonga zostały odkryte w bardzo wczesnym wieku. W 1981 został przyjęty do Akademii Muzycznej i Tanecznej w Pjongjangu. Przez następne czternaście lat ciężko pracował; jego nauczyciele rygorystycznie kazali mu uczyć się na pamięć gry melodii gloryfikujących Kim Jong Ila.

### Wyjazd do Rosji
Po ukończeniu akademii został wysłany do Konserwatorium Moskiewskiego, gdzie uczył się w latach 1995–1999, czyli w latach wielkiej klęski głodu w Korei Północnej. Później stwierdził, że w Rosji poczuł się, „jakby znalazł się w nowym świecie”.

### Powrót do kraju
Po powrocie do kraju został pierwszym pianistą w Narodowej Orkiestrze Symfonicznej. Zakochał się w siostrzenicy Jang Sŏng T’aeka, wysokiego działacza partyjnego. W październiku 2001 zdecydował się zagrać dla niej popularny utwór Richarda Claydermana, „A Comme Amour”. Grał również zachodnie standardy jazzowe, takie jak "Autumn Leaves". Za ich wykonywanie został na niego złożony donos do Departamentu Bezpieczeństwa Państwa. Został oskarżony o działalność propagandową na rzecz kapitalizmu i wychwalanie zachodniej kultury, za co w Korei Północnej teoretycznie nawet grozi kara śmierci. Ponieważ jednak jego rodzice byli zasłużonymi działaczami partyjnymi, jako karę wyznaczono mu jedynie napisać dziesięciostronicowy referat, w którym przyzna się do winy i stwierdzi, że jego postępowanie było naganne.

### Ucieczka
Kim Cheol-woong poczuł, że nie może żyć w kraju, w którym wolność jego twórczości byłaby tak ograniczona, więc mimo przywilejów mu przysługujących zdecydował się opuścić kraj. Swojej rodzinie powiedział, że udaje się do innego miasta na występy. Granicę chińsko-koreańską przekroczył na rzece Tumen. Ponieważ miał legitymację mieszkańca Pjongjangu, przeszedł kontrolę graniczną, jednak w środku nocy został zatrzymany przez żołnierzy. Dał im jako łapówkę 2 000 dolarów, które ukradł rodzicom przed ucieczką. Następnie udał się do przygranicznej miejscowości, w której zarabiał na życie zbiorem ryżu i cięciem drewna w tartaku.
Z pomocą księży misjonarzy próbował przedostać się do Korei Południowej, jednak został złapany przez Chińczyków, którzy deportowali go do Korei Północnej. Kimowi udało się uciec z pociągu przez okno w toalecie.
Dwa miesiące później został złapany podczas ucieczki do Mongolii. Tym razem już nie udało mu się zbiec. Po kolejnych sześciu miesiącach więzienia został wysłany do obozu jenieckiego w Korei Północnej. Śledczy znał ojca pianisty, dlatego też Kim został wypuszczony po 3 dniach. Natychmiast ponownie udał się w kierunku Chin, nad rzekę Tumen, kupił sfałszowany paszport i tym razem chińscy urzędnicy przepuścili go. Niedługo potem przedostał się do Korei Południowej.

### Życie w Korei Południowej
W 2004 rozpoczął naukę na wydziale sztuki Hansei University w Gunpo koło Seulu. Założył własną orkiestrę. W 2009 wystąpił w Carnegie Hall w Nowym Jorku.
We wrześniu 2019 odbył się w Seulu koncert w I rocznicę podpisania deklaracji pomiędzy Koreą Północną i Południową, w którym wystąpił pośród innych wykonawców także Kim Cheol-woong.